# Toucan de Swainson
Ramphastos ambiguus swainsonii
Sous-espèce
Statut de conservation UICN

 LC  : Préoccupation mineure
Le Toucan de Swainson (Ramphastos ambiguus swainsonii) est considérée, par certaines autorités taxinomiques, comme une espèce d'oiseau de la famille des Ramphastidae à part entière (Ramphastos swainsonii). Pour la classification de référence (version 2.9, 2011) du Congrès ornithologique international (COI), elle n'est qu'une sous-espèce du Toucan tocard (R. ambiguus).
Son nom scientifique et vernaculaire commémore l'ornithologue anglais et artiste William Swainson. C'est une espèce monotypique.

## Distribution
Cet oiseau vit de l'est du Honduras au nord de la Colombie. Elle est remplacée à partir du sud de la Colombie jusqu'à l'est du Pérou par le Toucan tocard, R. ambiguus, avec lequel elle est considérée comme conspécifique par le COI.

## Description
Comme les autres toucans, le Toucan de Swainson a des couleurs vives et un très grand bec. Le mâle mesure en moyenne 56 cm de long et pèse 750 g. La femelle est généralement plus petite (52 cm de long pour un poids de 580 g).
Les deux sexes sont semblables, avec un plumage surtout de couleur avec un soupçon de marron sur la tête, le haut du dos et le bas du poitrail. La face et la partie supérieure de la poitrine sont jaune vif, avec une étroite bande blanche puis une bande rouge plus large formant la limite inférieure. La partie supérieure de la queue est blanche et le bas de l'abdomen est rouge. Les pattes sont bleues. Son plumage est similaire à celui du Toucan à carène, mais le bec est très différent, partagé en diagonale entre jaune (au-dessus) et marron (au-dessous).
Les juvéniles sont d'un noir terne, en particulier au niveau de la poitrine et de la mandibule inférieure. Ils sont nourris par les parents pendant plusieurs semaines après avoir quitté le nid.
Son cri est un jappement yo-YIP, a-Yip, a-Yip ou un Dios te dé, Dios te dé (en espagnol : "Dieu vous donne ..."). Il est censé maintenir le contact quand que le groupe se déplace a la queue-leu-leu à travers les arbres, mais il est aussi entonné en chœur le soir sur les perchoirs.

## Mode de vie
Il vit en petit groupe, généralement composé de 3 à 12 individus, dans les forêts humides de plaine, se déplaçant à travers la forêt avec un vol ondulant, parcourant rarement plus de 100 m à la fois. Cette espèce consomme essentiellement des fruits, mais aussi des insectes, des lézards, des œufs d'oiseaux et d'autres petites proies. Ils ont tendance à suivre les Toucans à carène pour trouver leur nourriture.

## Reproduction

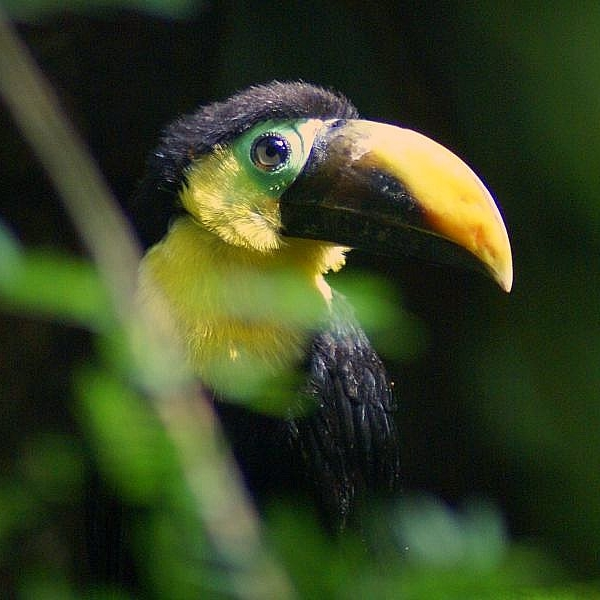
Juvénile

La femelle pond 2 à 4 œufs blancs dans une cavité discrète haut située d'un arbre vivant, parfois dans un vieux nid de pic dans un arbre mort.
Les deux sexes vont couver les œufs pendant 14 à 15 jours. Les poussins sont aveugles et nus à la naissance. Ils ont un petit bec et des coussinets sous les pattes pour les protéger de la dureté du nid. Ils sont nourris par les deux parents et volent à environ 6 semaines.